# Nati nel 1283
| Questa pagina contiene informazioni ricavate automaticamente dalle voci biografiche con l'ausilio del template Bio e di un bot. L'aggiornamento è periodico e automatico e ricostruisce completamente la pagina. Se manca una persona in questa lista, sei pregato di non aggiungerla, ma accertati piuttosto che la sua voce biografica contenga il template Bio e che i dati anagrafici siano correttamente compilati. Se il template Bio manca, inseriscilo tu stesso o, in alternativa, metti l'avviso {{tmp\|Bio}} che ne segnala la mancanza. Se i dati riportati sono sbagliati, correggi direttamente la voce biografica; le modifiche saranno visibili in questa lista entro pochi giorni. Per chiarimenti vedi il progetto biografie. La lista contiene solo le 8 persone che sono citate nell'enciclopedia e per le quali è stato implementato correttamente il template Bio. Pagina aggiornata al 18 ago 2025. |

- 9 aprile - Margherita di Scozia, regina († 1290)
- Giovanni di Charolais, nobile († 1316)
- Galvano Fiamma, religioso e scrittore italiano († 1344)
- Tommaso Guasco, religioso italiano († 1346)
- Isabella di Castiglia, sovrana spagnola († 1328)
- Juan Ruiz, poeta spagnolo († 1350)
- Matteo Villani, storico e scrittore italiano († 1363)
- Robert de Holland, I barone di Holand, nobile inglese († 1328)